# آیچی ۵۹۰۸
سیارک ۵۹۰۸ (به انگلیسی: 5908 Aichi، نامگذاری:1989UF) پنج هزار و نهصد و هشتمین سیارک کشف شده‌است که در ۲۰ اکتبر ۱۹۸۹ کشف شد.
قدر مطلق سیارک برابر ۱۴٫۲۰ است.